# Sección (fuerzas armadas)
Una sección es, en el ámbito castrense, una fracción de una unidad militar que suele estar formada por dos o más pelotones (aproximadamente 30 a 40 soldados) y mandada por un oficial, normalmente teniente. Dos o más secciones forman una compañía.

## Argentina
En el Arma de Infantería del Ejército Argentino una sección está formada por 3 grupos de tiradores (equivalentes a las patrullas o pelotones de otros ejércitos), dos de ellas de tiradores y una de apoyo, totalizando unos 45 soldados. Las secciones están presentes en todas las armas, servicios, tropas técnicas y tropas de operaciones especiales.
En la Fuerza Aérea Argentina una sección se constituye por dos aviones. El oficial al mando de la Sección se denomina «jefe de Sección».

## México
La sección es la mínima unidad de maniobra de la infantería; es decir, que puede hacer concurrir hacia un mismo objetivo, varias unidades básicas de combate o fracciones constituidas capaces de acción propia, atribuyéndoles misiones diferentes.
Está constituida por tres pelotones de combate, los que se denominan primero, segundo y tercero; éstos se numerarán de derecha a izquierda, en las formaciones en línea en una, dos o tres filas, o de cabeza a cola en las formaciones en columna.
Es mandada por un Teniente. En la instrucción cuando la Sección está aislada, el Teniente Comandante no tiene lugar fijo, situándose en el que crea más conveniente, para vigilar mejor el conjunto y la ejecución de los movimientos.